# Anep
L'Anep (in russo Анеп?) è un fiume della Russia siberiana occidentale, affluente di destra della Tavda, nel bacino dell'Irtyš. Scorre nel distretto urbano del villaggio di Gari (Oblast' di Sverdlovsk).

## Descrizione
Il fiume scorre prevalentemente in direzione nord-orientale. La foce del fiume si trova di fronte all'insediamento di Panteleeva, a 535 km dalla foce del fiume Tavda. Il fiume ha una lunghezza di 108 km, il suo bacino è di 1 530 km². Il suo maggior affluente è l'Onep (lungo 68 km) proveniente dalla sinistra idrografica.